# مدة (عمارة)
المدة أو الفرجة  في العمارة (بالإنجليزية: Bay) هو مساحة مبنيّة أو عنصر بناء مُحدَّد بدعامتين عموديّتين تشكّل نقاط الدعم الرئيسيّة أو القطع المركزيّة للبناء. وهي الفراغ الناشئ بين عدّة عناصر معماريّة أو ارتدادات أو حجرات.

## أمثلة

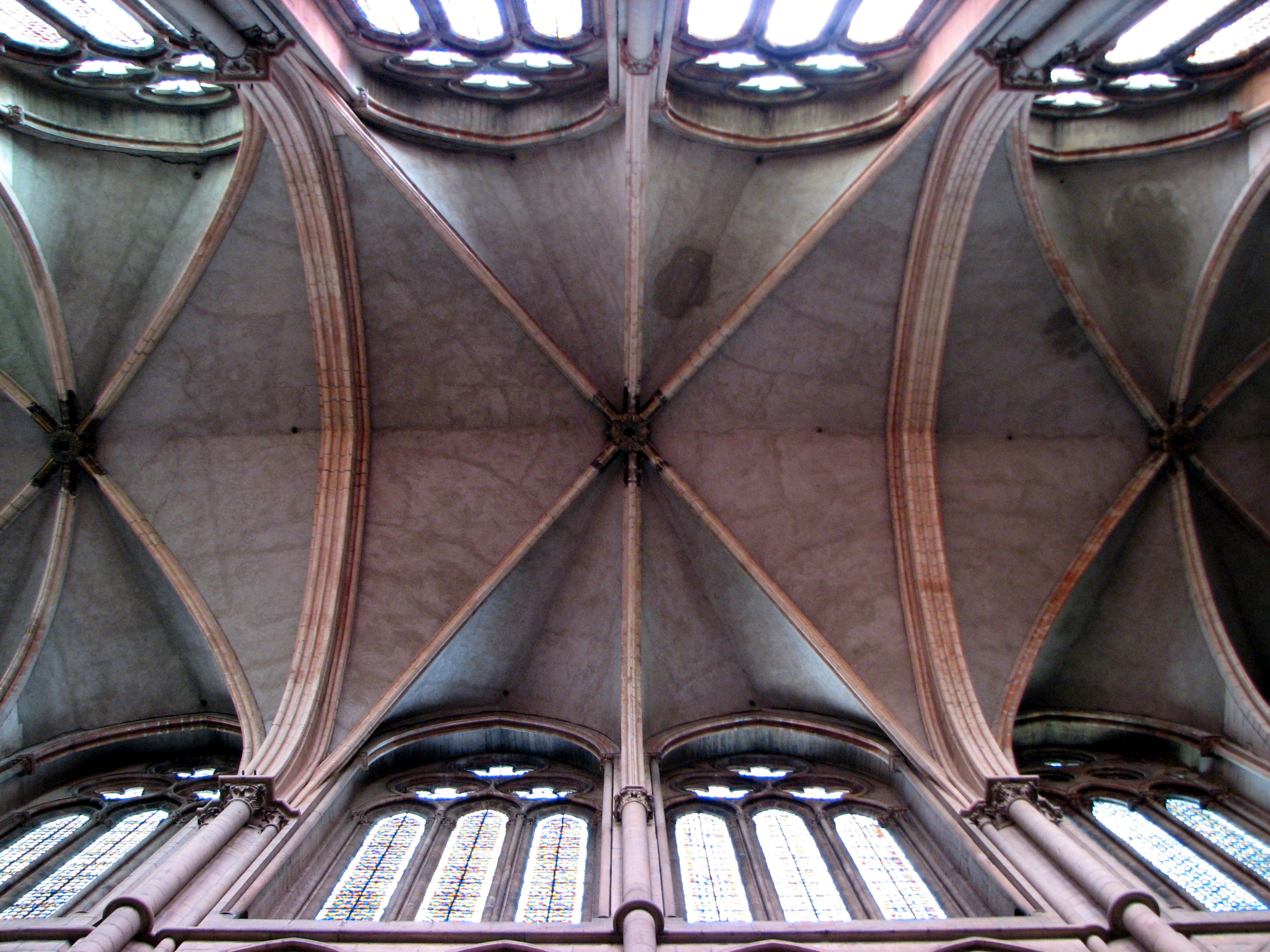
مدات داخلية بين دعائم القبو في كاتدرائية.

1. الفراغ الناشئ بين الأعمدة أو دعامات الجدران الاستناديّة على طول المبنى، حيث تُسمى الأقسام العرضيّة أجنحة. يُطبَق هذا المعنى أيضًا على الأقبية العلويّة في المباني التي يُستخدم فيها نظام الأقبية الإنشائي. على سبيل المثال، احتوت كاتدرائية شارتر من في فترة العمارة القوطيّة على صحن (الفضاء الداخلي الرئيسي)، والذي يبلغ طوله سبعة مدات. كذلك الأمر بالنسبة للهياكل الخشبيّة، حيث تمثّل المدة الفراغ المتكوِّن بالاتجاه الأفقي بالبناء، بينما يمتد الجناج طوليًا.[5]
2. الفتحات المُخصَّصة للنوافذ في الجدار.[5]
3. الحجرات والتجاويف في الجدار.[5]
4. الفراغ الناشئ بين العوارض والجائز الثانوي الأفقي في السقف، والذي يُركّب بشكل مواز لجوائز ثانويّة أخرى لسند طبقات التغطية.[5]
5. المسافة بين ركزيتين في برجي الجسر.

## صور

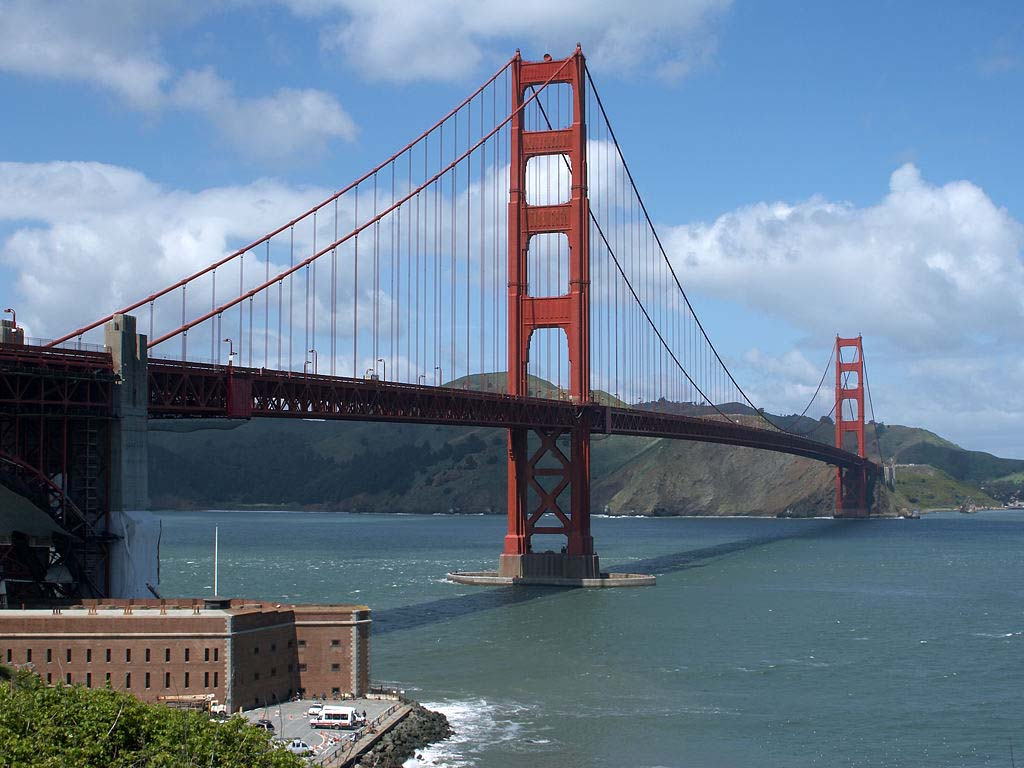
المدة بين برجي جسر
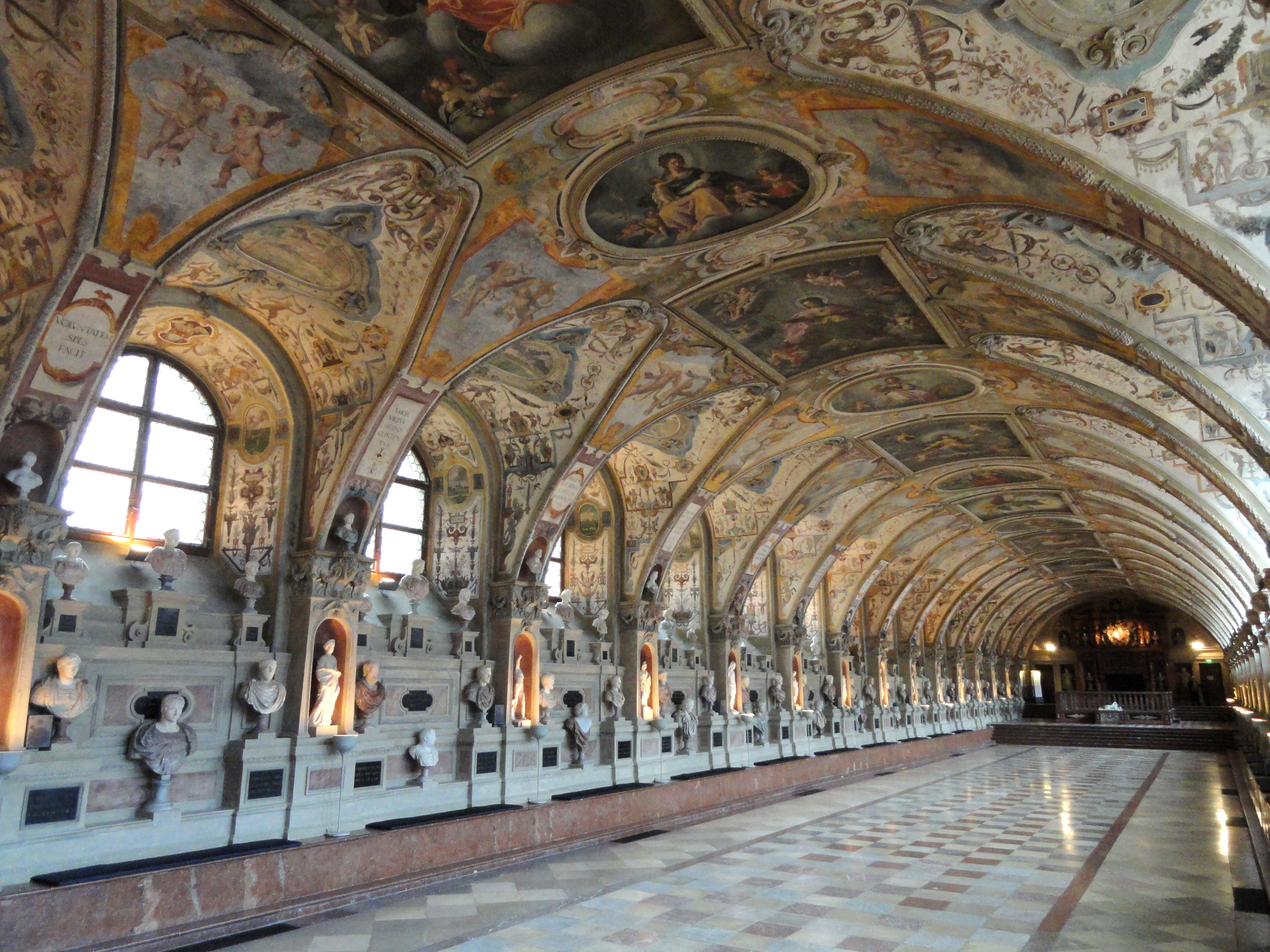
المدة بين تجاويف الجدار
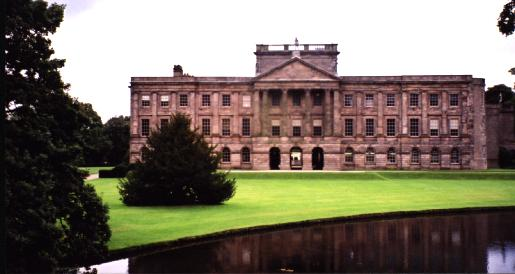
المدات المحددة لفتحات الواجهة

## وصلات خارجية
- معجم الفن والعمارة في العصور الوسطى: مدة (بالإنجليزية)